# My Sailor My Love
My Sailor My Love (títol original en finès, Rakkaani merikapteeni) és una pel·lícula dramàtica de 2022 dirigida per Klaus Härö. S'ha doblat i subtitulat al català.
La pel·lícula, rodada a Irlanda, tracta sobre un capità marítim que s'enamora de la seva mestressa. Tanmateix, la seva filla no aprova la relació.
El film es va estrenar el 30 de setembre de 2022. La pel·lícula va guanyar el premi del públic a la millor pel·lícula internacional al Festival Internacional de Cinema de Chicago i el premi a la millor pel·lícula irlandesa al Festival Internacional de Cinema de Dublín.